# بلیستکس
بلیستکس (انگلیسی: Blistex) شرکت داروسازی آمریکایی است، که در سال ۱۹۴۷ تأسیس شد.